# Вальцово (Московская область)
Вальцово — деревня в Ступинском районе Московской области в составе Городского поселения Ступино (до 2006 года входила в Староситненский сельский округ). На 2016 год Вальцово фактически, дачный посёлок — в деревне 2 улицы (Белокаменная и Гуринская) и 4 садовых товарищества. Впервые в исторических документах упоминается в 1578 году, как пустошь Валцова, принадлежащая Миките Валцову, с 1774 года — уже как деревня Вальцово.

## Население
| 2002 | 2006 | 2010 |
| ---- | ---- | ---- |
| 27   | ↘22  | ↗35  |

Вальцово расположено на юге центральной части района, у устья безымянного ручья, правого притока реки Каширка, высота центра деревни над уровнем моря — 149 м. Ближайшие населённые пункты: Старая Ситня — примерно в 0,4 км на север и посёлок Образцово — отдалённая часть города Ступино — в 1,5 км южнее.